# Jovan Đokić
Jovan Đokić (in serbo Јован Ђокић?; Brus, 13 agosto 1992) è un calciatore serbo, centrocampista del Neftchi Fergana.

## Carriera

### Club
Ha giocato nella massima serie dei campionati serbo, kazako ed uzbeko.

### Nazionale
Nel 2017 ha esordito in nazionale

## Statistiche

### Cronologia presenze e reti in nazionale
| Cronologia completa delle presenze e delle reti in nazionale ― Serbia | Cronologia completa delle presenze e delle reti in nazionale ― Serbia | Cronologia completa delle presenze e delle reti in nazionale ― Serbia | Cronologia completa delle presenze e delle reti in nazionale ― Serbia | Cronologia completa delle presenze e delle reti in nazionale ― Serbia | Cronologia completa delle presenze e delle reti in nazionale ― Serbia | Cronologia completa delle presenze e delle reti in nazionale ― Serbia | Cronologia completa delle presenze e delle reti in nazionale ― Serbia |
| Data                                                                  | Città                                                                 | In casa                                                               | Risultato                                                             | Ospiti                                                                | Competizione                                                          | Reti                                                                  | Note                                                                  |
| --------------------------------------------------------------------- | --------------------------------------------------------------------- | --------------------------------------------------------------------- | --------------------------------------------------------------------- | --------------------------------------------------------------------- | --------------------------------------------------------------------- | --------------------------------------------------------------------- | --------------------------------------------------------------------- |
| 29-1-2017                                                             | San Diego                                                             | Stati Uniti                                                           | 0 – 0                                                                 | Serbia                                                                | Amichevole                                                            | -                                                                     | 77’                                                                   |
| Totale                                                                |                                                                       | Presenze                                                              | 1                                                                     |                                                                       | Reti                                                                  | 0                                                                     |                                                                       |

## Palmarès

### Club

#### Competizioni nazionali
- Coppa dell'Uzbekistan: 1

Lokomotiv Tashkent: 2019